# Меліссія
Меліссія (грец. Μελίσσια) — муніципалітет у Греції, передмістя Афін. Назва міста походить від грецького слова, що означає вулик. Меліссія розташована на північний схід від центру грецької столиці, біля підніжжя гори Пентелі.
Ліс на підніч від міста майже повністю знищила лісова пожежа в серпні 2007.
До 1940-их Меліссія була майже незаселеною. Тут розташовувалися численні пасіки та два санаторії. В 40-их сюди почали переселятися біженці із Малої Азії та Причорномор'я.
В місті шість початкових шкіл, дві гімназії, ліцей, банки, поштове відділення, муніципальний басейн.

## Населення
| Рік  | Населення |
| ---- | --------- |
| 1981 | 8 639     |
| 1991 | 13 469    |
| 2001 | 19 526    |